# Parc des Sports (Aviñón)
El Parque de los Deportes (en francés Parc des Sports) es un estadio multiusos en Aviñón, Francia. Actualmente es utilizado para partidos de fútbol del AC Arles-Avignon y la selección de Francia de rugby 13. La capacidad del estadio es de 17,518 espectadores.